# Monsey, Benin
Monsey är ett arrondissement i kommunen Karimama i Benin. Den hade 7 605 invånare år 2002.